# ننسی لوپز
ننسی لوپز (به انگلیسی: Nancy Lopez) (زاده زاده ۶ ژانویه ۱۹۵۷ در کالیفرنیا) یکی از محبوبترین و موفقترین زنان گلف باز دنیا است. وی پس از ازدواج به نام ننسی نایت (Nancy Knight) تغییر هویت داد.
ستاره‌ای که از سال ۱۹۷۸ گلف را به صورت تفننی آغاز کرد، استعداد ویژه خود را به همه گلف بازان نشان داد. او گلف را زمانی که دختر بچه‌ای بیشتر نبود آغاز کرد هنگامی که سال دوم دانشگاه تولسا در اوکلاهاما بود آن را به صورت حرفه‌ای پی گرفت. ننسی از سوی انجمن حرفه‌ای گلف زنان چهار مرتبه عنوان بهترین بازیکن سال طی سال‌های ۱۹۷۸، ۱۹۷۹، ۱۹۸۵ و ۱۹۸۸ از آن خود کرد و نام خود را در زمره بهترین‌های گلف در رده‌های سنی مختلف ثبت کرد.
وی نخستین بار در سن ۸ سالگی تحت آموزش پدرش دومینگو بازی گلف را تجربه کرد و اولین عنوانش را در ۱۲ سالگی با پیروزی در رقابت های زنان آماتور مکزیک کسب کرد. پس از آن دو بار در سال‌های ۱۹۷۲ و ۱۹۷۴ فاتح رقابت‌های دختران آمریکا تحت عنوان (USGA Junior Girls Championship) شد.
در سال ۱۹۷۵، او سه بار قهرمان بازی‌های (Western Junior) و (Mexican Amateur) گشت و به سرعت نام خود را مطرح ساخت. در همان سال وارد مدرسه گلف زنان آمریکا و با بهترین نمره از آنجا دانش‌آموخته شد. پیشرفت او در گلف تا جایی ادامه پیدا کرد که سال بعد مدعی قهرمانی رقابت‌های جهانی (AIAW) در تیم اعزامی ایالات متحده شد. او در سال ۱۹۷۶ یکه‌تاز بلامنازع گلف دانشگاه تولسا در رده زنان بود.
سال ۱۹۷۸ فصلی جدید با ۹ عنوان قهرمانی برای او بود. همچنین در رقابت‌های رولکس روکی ((Rolex Rookie و ورا (Vera) پیشتاز بود.
سال ۱۹۷۹ برای او در ۸ تورنمنت پیروزی به ارمغان آورد و ۶ سال بعد او مجدداً در رولکس روکی و ورا برای سومین بار صاحب عنوان شد. سال۱۹۸۷ برای این قهرمان ۳۵ ساله بسیار به یاد ماندنی بود و توانست در رقابت‌های ساراسوتا کلاسیک «Sarasota Classic» (همان دوره رقابت‌هایی که نخستین بار در سال ۱۹۷۸ مدعی آن شد) پیروز شود. در سال ۱۹۹۷ چهل و هشتمین عنوان قهرمانی اش را کسب کرده و در بازی‌های اوپن زنان ایالات متحده با رکورد امتیازات ۶۹-۶۸-۶۹-۶۹ در رده دوم ایستاد.

## یکه‌تاز گلف آمریکا
او اولین زنی در آمریکا است که در تاریخ رقابت‌های اوپن زنان در شش دوره تا مراحل نهایی صعود کرده‌است و در این میان تنها آلسون نیکولاس (Alison Nicholas)و جیمز نیل (James Nill) با وی در رقابت بود.
در میان همه این افتخارات ریز و درشت، وی در سال ۱۹۹۲ از سوی بنیاد ورزشی زنان یکی از معتبرترین عناوین ورزشی زنان را دریافت کرد. در فصل ۲۰۰۱ او مدت خیلی محدودی توانست گلف بازی کند چرا که از ناحیه زانو مصدوم بود و از ادامه رقابت‌ها باز ماند.
در مجموع نانسی لوپز را باید یکی از مستعدترین و کوشاترین زنان گلف باز دنیا دانست که توانسته در این رشته ورزشی به عناوین مختلف جهانی دست پیدا کند.